# Trần Công Mân
Trần Công Mân (1925-1998) là một sĩ quan cấp cao trong Quân đội nhân dân Việt Nam, hàm Thiếu tướng, nguyên Tổng Biên tập Báo Quân đội nhân dân.

## Thân thế và sự nghiệp
Ông sinh ra tại làng Long Trì, xã Kỳ Phú, huyện Kỳ Anh, tỉnh Hà Tĩnh trong một gia đình cha là nhà nho, mẹ làm ruộng. Ông nội ông là anh em ruột với ông Trần Cung (tức Đội Cung), người lãnh đạo cuộc binh biến Đô Lương.
Từ năm 1939 đến năm 1943, ông theo học trung học phổ thông tại trường tư thục Chính Hóa, thành phố Vinh (Nghệ An). 
Tháng 11 năm 1945, ông được phân công phụ trách chính trị trong lực lượng Giải phóng quân Hà Tĩnh.
Tháng 12 năm 1945, ông được kết nạp vào Đảng Cộng sản Đông Dương.
Tháng 12 năm 1947, Trần Công Mân được cử làm chính trị viên Tiểu đoàn 675, thuộc Sư đoàn 351.
Sau một thời gian giữ cương vị Quyền Tỉnh đội trưởng tỉnh Thanh Hóa, tới tháng 6/1952, ông được cử làm Chủ nhiệm chính trị Trung đoàn 675 thuộc Sư đoàn 351.
Rồi tới tháng 3/1953, ông được phân công phụ trách chính trị Trung đoàn 151 thuộc Sư đoàn 351.
Tháng 11 năm 1955, bổ nhiệm giữ chức Chủ nhiệm chính trị Cục Công binh Quân đội nhân dân Việt Nam
Tháng 9 năm 1959, ông làm Chính ủy Trường Sĩ quan công binh
Tháng 11 năm 1964, ông được cử sang làm Phó Tổng biên tập Báo Quân đội nhân dân
Năm 1978, ông giữ chức Tổng biên tập Báo Quân đội nhân dân
Năm 1989, ông nghỉ hưu.
Thiếu tướng (1983)